# Music of the World Cup: Allez! Ola! Olé!
A Music of the World Cup: Allez! Ola! Olé! a Franciaország által rendezett 1998-as labdarúgó-világbajnokság hivatalos albuma. Tartalmazza a bajnokság hivatalos himnuszát, és hivatalos dalát is.
Franciaországban 1998. április 20-án jelent meg; az elkövetkező hetekben, hónapokban számos más országban is kiadták, kisebb-nagyobb változtatásokkal. A legtöbb számot direkt a világbajnokság alkalmából készítették, és legtöbbjüket olyan szerzők írták, kiknek nemzete kijutott a bajnokságra. Az albumról négy kislemezt adtak ki.

## Számok

### Az eredeti kiadás dallistája
1. La Cour Des Grands (a világbajnokság hivatalos himnusza) – Youssou N’Dour & Axelle Red
2. La Copa De La Vida (a világbajnokság hivatalos dala) – Ricky Martin
3. Midiwa Bôl (Kamerun) – Wes
4. Rendez-Vous '98 (Franciaország és Anglia) – Jean-Michel Jarre & Apollo 440
5. Oh Éh Oh Éh (Franciaország) – Gipsy Kings
6. País Tropical (Brazília) – Daniela Mercury
7. Top of the World (Olé Olé Olé) (Anglia) – Chumbawamba
8. Tamborada (Mexikó) – Fey
9. Kick Off (Hollandia) – Slagerij van Kampen
10. Los Sueños de Todo el Mundo (Argentína) – Soledad
11. MaWe (Dél-Afrika) – M'du
12. Colours of the World (Kínai Köztársaság) – CoCo Lee
13. Don't Come Home Too Soon (Skócia) – Del Amitri
14. Rise Up (Jamaica) – Jamaica United
15. Hot Legs (Dánia) – M.A.T.C.H.
16. Samba E Gol (Brazília és Németország) – Bellini
17. É Uma Partida de Futebol (Brazília) – Skank
18. Il Bello Della Vita (Olaszország) – Spagna
19. It's Only a Game (Németország) – Jam & Spoon
20. Together Now (Franciaország és Japán) – Jean-Michel Jarre & Tetsuya 'TK' Komuro

### Helyi változatok
- A La Cour Des Grands és a La Copa De La Vida számokhoz angol dalszöveg is készült Do You Mind If I Play, illetve The Cup of Life címen.
- A német kiadás tartalmazza a Stereo Kickers Olé Olé számát.
- A francia kiadás tartalmazza a Rapa Samba Do Brazil '98 számát.
- A spanyol kiadás tartalmazza Mónica Naranjo Pantera En Libertad számát.
- Az amerikai kiadáson szerzői jogi megfontolások miatt csak 15 szám van.

## Lásd még
- A labdarúgó-világbajnokságok hivatalos dalai